# 加布丽埃莱·勒韦
加布丽埃莱·勒韦（德語：Gabriele Löwe，1958年12月12日—），德国女子田径运动员，主攻400米短跑。她曾代表东德参加1980年夏季奥林匹克运动会田径比赛，获得女子4×400米接力银牌。